# 南音
南音是香港和珠江三角洲一種以廣州話表演的傳統說唱音樂，始於清末。據區文鳳1994年廣州羊城粵劇節發表的論文[木魚,龍舟,粵謳,南音等廣東民歌被吸收入粵劇音樂的歷史研究],勞緯孟在瞽師鍾德[今夢曲]的敘言中,指南音最初產生有[桃花送藥]等曲,也即是南音產生於大約是1880年代,是產生於粵謳之後。由於勞緯孟是生於清末民初,其書寫的敘言也大約是1880年代,是時約二十至三十歲之間,所以他所見應較為確切。而瞽師鍾德,當時應豢養於廣州大家族伍氏家中,可能因此才能有餘裕參與大量南音演唱曲,但勞氏並沒有說明南音是否創自於鍾德,也沒有說明[今夢曲]的作者是誰。而一直有流傳嘉慶年間已出現的南音曲[何惠群嘆五更],實為[木魚歌],是進士何惠群為家中婦女撰寫的。光緒三十年,[嶺南即事雜咏]被人發現有此曲,由於文人撰作,講究句格整齊,而南音木魚,基本曲詞句格相同,才有被當時的人,以南音演唱方式演唱並灌錄唱片。廣義的「南音」泛指粵調，包括地水南音、戲台南音、老舉南音等，由於南音與木魚、龍舟和粵謳等粵調的用韻形式、平仄、結構都有共同的地方，有時會把粵調統稱為南音。
在結構上，一篇南音多數由數段組成，每一段都有起式、正文和煞尾。基本上南音起式有高腔起唱,低腔起唱,或原腔起唱,慣常用的是高腔起唱和原腔起唱,實際上原腔起唱即沒有起式。正文是分成兩組上下句式,共四句,分成兩組的原因是粵語平聲分陰平和陽平,所以第一組的下句必定收陰平聲,第二組的下句必定收陽平聲,這是說唱音樂一種廻旋往復的必然形式。而煞尾其實只有楔句部分,即在第二組下句之前,翻唱第一組上句尾三字,作為演唱者的一種影頭,表明演唱到此成一段落,但這種楔句並沒有規定是必須存在在段落的尾句之前。出現這種楔句煞尾,原因可能是演唱者和伴奏者並不是同一人,而南音同粵曲一樣,都是追拍形式,演唱者便可作為影頭提示伴奏者結句的情況,因為即使演唱者並未完成演唱,但這可以是一個段落的表現,之後可能是重唱起式。南音通常都是從慢板開始，逐漸加快。但一首粵曲之中，板式非常多變，全曲其實夾雜著很多不同曲體，包括有流水南音、木魚，中間又夾雜說白，而速度的變化也較多。粵曲藝人演唱南音時，唱腔亦和傳統南音有所不同。
早期的南音並沒有留下錄音，直到1975年，榮鴻曾研究演出場合對演唱者的影響，在富隆茶樓重建一個傳統的演出場合安排瞽師杜煥錄音，才保留了一些錄音資料。1980年代中期，南音唱片的出版比以往多，當中演唱的多是粵劇藝人。

## 歷史
南音的起源，一說是從粵語曲藝的木魚、龍舟等歌體的基礎上，融入潮曲和江蘇、浙江的南詞，融合而發展出來的新曲體。據蔡衍棻所指，南音、龍舟和木魚從唱詞結構、演唱特色、表現手法和吳語的彈詞、評彈是屬於同一曲系。南音是在龍舟、木魚的基礎上，吸收相對較北的江南、揚州一帶的彈詞的音調而成的。蔡衍棻又說地水南音是受南詞影響，流傳於文人雅士，加工提高以後的品種，而龍舟、木魚則為一般市民和婦孺喜愛的樂種。
陳卓瑩則認為地水南音可能早於木魚出現：「如果承認南音是由外省的南詞入後發展而成的活，則南詞不是像木魚唱腔的那樣自由板的，那南音又先於木魚。」區文鳳則說龍舟、粵謳和南音皆是從木魚直接衍生出來的，並無證據顯示南音曾受到外省南詞的影響。李潔嫦參考了各家看法並綜合了對行內人阮兆輝的訪問以後，認為地水南音和南詞的風格沒有很多共通點，關聯不大，故此相信南音是從木魚等樂種直接衍生出來的。區文鳳持此看法,原因是她看過清中葉南詞曲本的實物,所謂南詞,其實並不是一種曲式結構,而只是當時廣東一些來自外省以伴酒維生煙花女子,為客人演唱的曲目,有來自江浙一帶的曲目,也有當時粵劇本地班演唱的曲目,所以可以肯定地說,南詞和南音基本上是完全沒有關係。但有人會認為兩者存在關係,如蔡衍葇所說,原因是兩者都是源於說唱,而中國的說唱,無論南北,都是基礎於近體詩格律的一種句格形式。即使是一些民間曲調,如陝甘的[信天遊],或者流傳大江南北的[馬頭調],[寄生草],[打棗干],[梳粧台]等,其本源都是七字句上下句式,基本上可以不同說唱曲式來演唱,只要查閣明清兩代這類的曲書,如[白雪遺音],[霓裳續譜],便會發現這種情況。而不同地方說唱曲調的不同,其實都是基於其本土語言的發音,並由此形成其中的收煞音和音樂過門,這也是中國一般說唱音樂不同的原因,反而因為曲詞都因為依據近體詩格律,可以自由使用其他地方說唱曲調演唱。因此曲詞和句格並不能區分不同地方說說唱音樂間的區別,即也不能說明南音和江浙說唱的區別,但具體演唱卻是一聽便明的具體證據。
民間藝人一般都同時會唱幾種說唱歌體，如瞽師杜煥，既懂得唱木魚，也懂得唱地水南音。
20世紀初，南音在香港十分流行，藝人主要的表演場所是茶樓、妓院，當時的茶樓老闆為招徠顧客，皆爭相邀請藝人演唱，後來漸漸演變成粵曲歌壇。歌壇最早期以唱龍舟為主，後來民間藝人如瞽師杜煥唱南音，最後女伶取代了瞽師的地位，而變成以唱粵曲為主。

## 衰落
南音在1920年代開始式微，據李潔嫦綜合分析：原因是粵曲廣受歡迎，減低了地水南音的吸引力。1932年香港政府實行禁娼政策，使南音藝人們的生計大受影響，而部份妓女轉以歌伶身份演唱，無形中增加了很多競爭者。
到了六十年代，電台的廣播流行，改變了聽眾往茶樓的模式，而電台廣播轉而迎合年青人口味，播放西方流行曲為主，社會風氣轉變，且無後人承繼，傳統演出場合亦逐漸消失，導致南音衰落。茶樓和電台的地水南音，也於1970年代起消失。

## 類型

### 地水南音
地水南音多用13弦箏、椰胡和洞簫來伴奏，亦有以清唱加上竹皮為節拍的。字句工整，文雅而口語成分較少，很多時有既定曲詞，曲詞出自文人手筆，作者也能稽考。多由盲眼藝人演唱，男稱瞽師，女稱瞽姬或師娘。梁培熾認為「地水」本是卦名，瞽師很多都操占卜業，故把卦名轉為盲者的別稱。亦有人認為地水是指廣東沿海以農業和漁業為主的生活環境。地水南音的瞽師是自彈自唱的，用右手彈箏、左手打板。在傳統的南音伴奏裏，箏、椰胡和板是常見的，有些編制中也會用到簫和三弦，琵琶則較為罕見。

### 戲台南音
在清末民初，粵劇吸收了南音、木魚、龍舟、粵謳等說唱的曲體。為了區別，通常把瞽師所唱的稱為「地水南音」，粵劇裏的稱為「戲台南音」、「戲曲南音」。而一些粵曲女伶如小明星亦會將南音曲調單獨演唱，但是和瞽師並不相同，女伶很多時不自覺地滲入梆、黃腔口，可以稱為「粵曲南音」。粵曲藝人只是負責唱，伴奏由其它樂師擔任，伴奏的樂器有簫、三弦、琵琶、古箏、椰胡和板等。

### 老舉南音
老舉南音是廣東、香港當時的妓院、煙館及茶樓裡妓女所唱的南音，當時廣東的傳統妓女稱為「老舉」，因而得名。由於是風月場所傳唱，不少歌詞涉及戀愛及情色題材，但歌詞仍然較現代情色或色情作品文雅、含蓄。自從香港於1935年全面禁娼後，老舉南音亦開始逐漸式微。

## 曲目
地水南音的著名曲目包括《客途秋恨》、《霸王別姬》、《男燒衣》和《梁天來七屍八命》等。由於不少地水南音的聽眾遭遇坎坷，所以歌曲內容很多都有抒發離愁別緒，而且也是自傷自憐的主題。而部份歌曲不能在良家婦女面前彈唱，因為彈唱者認為這會對她們招致不幸。
老舉南音的曲目有《女燒衣》等。